# Vattenfall Cyclassics de 2015
A Vattenfall Cyclassics 2015 foi uma corrida clássica de ciclismo de um dia que ocorreu no norte da Alemanha em 23 de agosto. Foi a 20ª edição da corrida de ciclismo de um dia dos Vatassfall Cyclassics e foi a vigésima terceira da UCI World Tour de 2015 . A corrida começou em Kiel e terminou em Hamburgo . O curso era basicamente plano; a corrida geralmente combina com velocistas, como o atual campeão, Alexander Kristoff ( Team Katusha ).
Apesar de vários ataques no final da corrida, o resultado foi decidido num sprint final. O favorito antes da corrida, Marcel Kittel ( Team Giant–Alpecin ) caiu na subida final, enquanto Mark Cavendish ( Etixx-Quick Step ) foi envolvido num acidente com 3 km restantes. Kristoff começou o sprint, mas André Greipel (Lotto Soudal) foi capaz de segui-lo e passar por ele para obter a sua primeira vitória em uma corrida de um dia do World Tour. Com Kristoff terminando em segundo, o terceiro lugar foi conquistado por Giacomo Nizzolo ( Trek Factory Racing ).

## Rota e plano de fundo
O Vattenfall Cyclassics foi a única corrida do UCI World Tour realizada na Alemanha durante a temporada de 2015 . Para comemorar o vigésimo aniversário da corrida, os organizadores escolheram uma nova rota, começando a bordo do ferry MS Stena Scandinavica, no porto de Kiel, e seguindo na direção sudoeste de Hamburgo . A distância total foi reduzida de 247,2 quilômetros (153,6 mi) no ano anterior para 221,3 quilômetros (137,5 mi).  Os quilômetros finais dentro da cidade permaneceram os mesmos, com a linha de chegada na Mönckebergstrasse. O percurso era basicamente plano, adequando-se aos velocistas.  No entanto, os 0,7 quilômetros (0,4 mi) Waseberg com um gradiente de até 15% deveria ser escalado três vezes.  A primeira subida do Waseberg veio com 68,9 quilômetros (42,8 mi)  restantes, o segundo e o terceiro a 28,3 quilômetros (17,6 mi)   e 15,5 quilômetros (9,6 mi) respectivamente.  O diretor de corrida Roland Hofer disse sobre o percurso: "Embora o perfil da corrida possa parecer mais adequado para os velocistas, ele pode ser vencido por todos os tipos de grandes pilotos, e é exatamente esse tipo de corrida que é necessária para um WorldTour bem equilibrado. "
A turnê mundial chegou à Alemanha em meio a um "renascimento" no ciclismo alemão, com os mais recentes sucessos rejuvenescendo o interesse do país no esporte, após uma série de contratempos nos últimos anos, atingidos pela dopagem. Pela primeira vez desde 2008, a emissora pública alemã ARD decidiu fornecer imagens ao vivo da corrida. A rota de Kiel para Hamburgo também foi escolhida para aumentar a oferta conjunta das duas cidades para os Jogos Olímpicos de Verão de 2024 . Esta foi a última vez que a corrida foi realizada sob o nome de Vattenfall Cyclassics, pois a Vattenfall anunciou que não estenderia seu patrocínio. O fornecedor de energia teve um papel significativo no estabelecimento da corrida em 1996, sob seu nome anterior HEW. O evento foi forçado a procurar um novo patrocinador para fornecer os estimados 800.000 euros fornecidos anteriormente pela Vattenfall, cerca de um terço do orçamento da corrida.  A partir de 2016, a corrida ficou conhecida como EuroEyes Cyclassics em um contrato de dois anos assinado em julho de 2016.

## Equipas

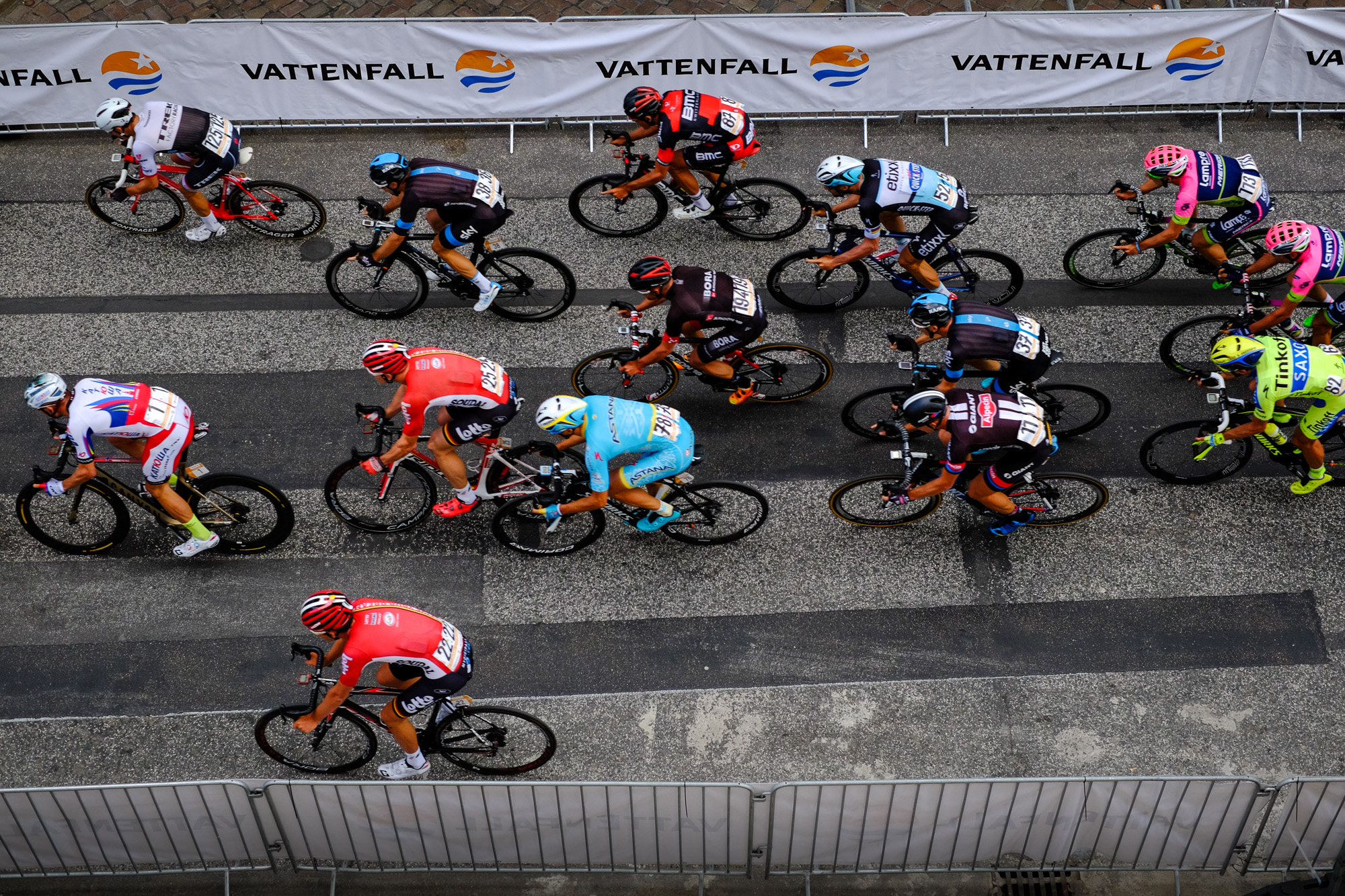
O pelotão passa por Hamburgo. Na foto estão, entre outros, Alexander Kristoff (# 1), André Greipel (# 25), Tom Boonen (# 52) e Giacomo Nizzolo (# 125).

Todas as 17 UCI WorldTeams são inseridas automaticamente e obrigadas a enviar uma equipe para a corrida. Três equipes da Continental Professional da UCI também foram convidadas como wildcards. Todas as vinte equipes entraram com oito corredores cada, o que significa que 160 correram para o percurso.
| Equipes WorldTeam (17)- AG2R La Mondiale - Astana - BMC Racing Team - Cannondale-Garmin - Etixx-Quick Step - FDJ - Giant-Alpecin - IAM Cycling - Katusha - Lampre-Merida - Lotto NL-Jumbo - Lotto-Soudal - Movistar Team - Orica-GreenEDGE - Sky - Tinkoff-Saxo - Trek Factory Racing Equipes profissionais Continentais (3)- Bora-Argon 18 - Cult Energy - MTN-Qhubeka |
| |

## Favoritos pré-corrida

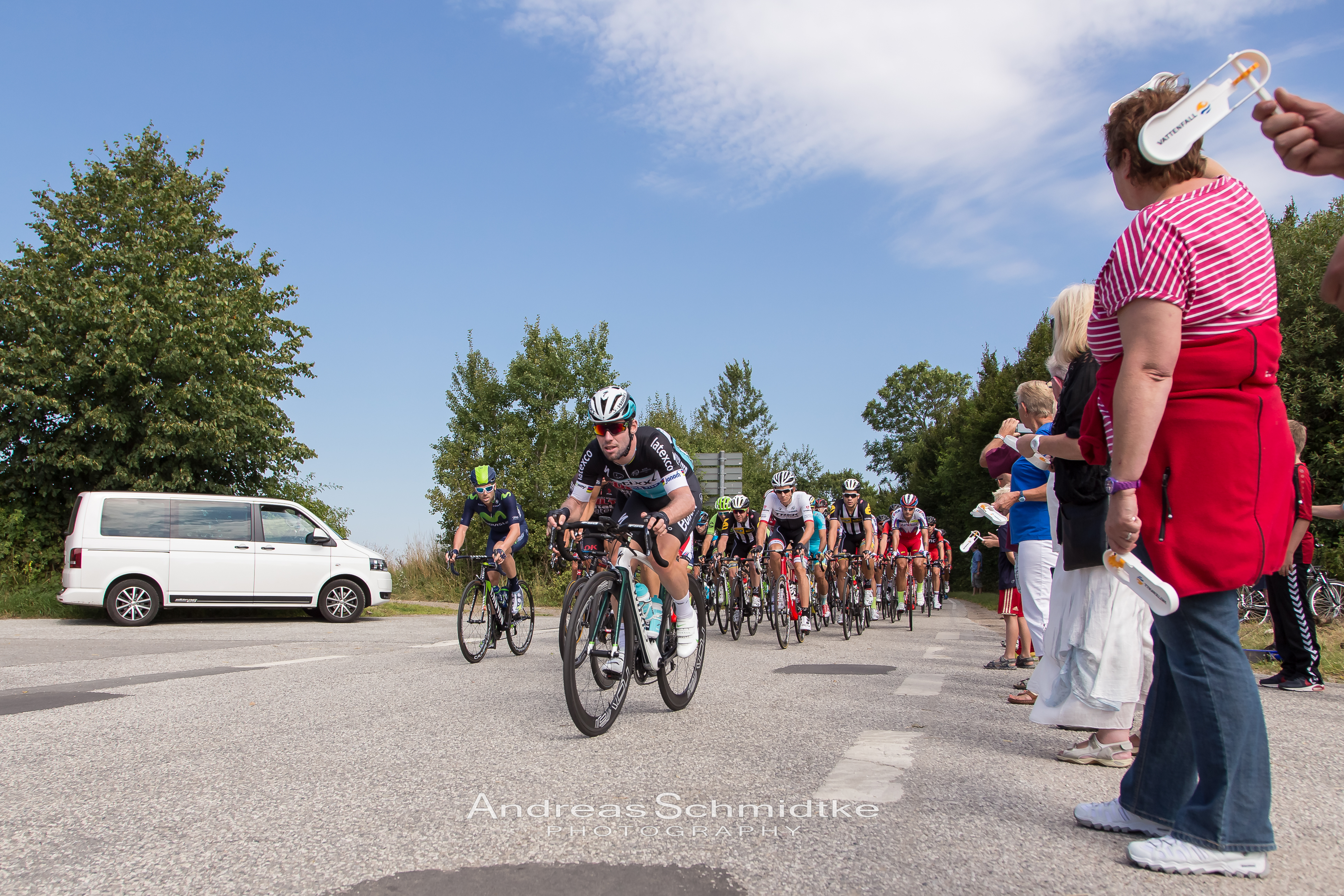
Mark Cavendish, visto no pelotão durante a corrida, foi considerado um favorito, mas depois foi envolvido em um acidente.

Dada a natureza do percurso, um grande número de especialistas em corrida chegou à corrida, incluindo os favoritos locais Marcel Kittel ( Team Giant–Alpecin ) e André Greipel ( Lotto Soudal ). Greipel chegou ao Cyclassics depois de ter ganho recentemente as quatro melhores etapas da carreira no Tour de France e outra vitória no Eneco Tour. Enquanto isso, Kittel montou como capitão do Team Giant–Alpecin, enquanto o seu companheiro de equipe, vencedor de 2013 John Degenkolb, foi competir na Vuelta a España. Kittel voltou à competição após uma doença apenas uma semana antes no Volta à Polónia, vencendo uma etapa. Ele competiria com o apoio dos seus companheiros velocistas Nikias Arndt e Ramon Sinkeldam. Greipel e Kittel deram esperança aos torcedores locais para uma vitória alemã. Desde que o evento foi renomeado de HEW Cyclassics para Vattenfall Cyclassics em 2006, Degenkolb era o único vencedor alemão em 2013. Entrando na corrida com a sua boa forma no Tour de France, Greipel era visto como o candidato mais provável para a vitória do que Kittel. Gerald Ciolek ( MTN Qhubeka ) e Rick Zabel ( BMC Racing Team ) foram mais dois velocistas considerados ambiciosos em vencer a corrida, enquanto um ataque de Tony Martin ( Etixx-Quick Step ) foi considerado "uma possibilidade distinta".  Para Martin, foi a primeira corrida depois que ele quebrou a clavícula enquanto usava a camisola amarela no Tour de France.
Os principais favoritos não alemães para a vitória foram o vencedor do ano anterior, Alexander Kristoff ( Team Katusha ) e Mark Cavendish ( Etixx-Quick Step ). Enquanto Kristoff veio de um "decepcionante Tour de France", Cavendish contou com o apoio dos companheiros de equipe Mark Renshaw e Tom Boonen, que estava se preparando para o Campeonato do Mundo de Estradas no final de setembro. Arnaud Démare ( FDJ ), que venceu a corrida em 2012, estava competindo, assim como o vencedor de 2011, Edvald Boasson Hagen ( MTN Qhubeka ). Outros pilotos em disputa pela vitória foram Ben Swift, Elia Viviani (ambos Team Sky ), Michael Albasini ( Orica-GreenEDGE ), Samuel Dumoulin ( AG2r-La Mondiale ), Sacha Modolo ( Lampre-Merida ), Moreno Hofland ( LottoNL-Jumbo ) e Giacomo Nizzolo ( Trek Factory Racing ). Tinkoff-Saxo pretendia desafiar as chances de um sprint final e nomeou Matti Breschel como o seu capitão. Sam Bennett ( Bora-Argon 18 ) foi nomeado como um "outsider muito forte".

## Relatório de corrida

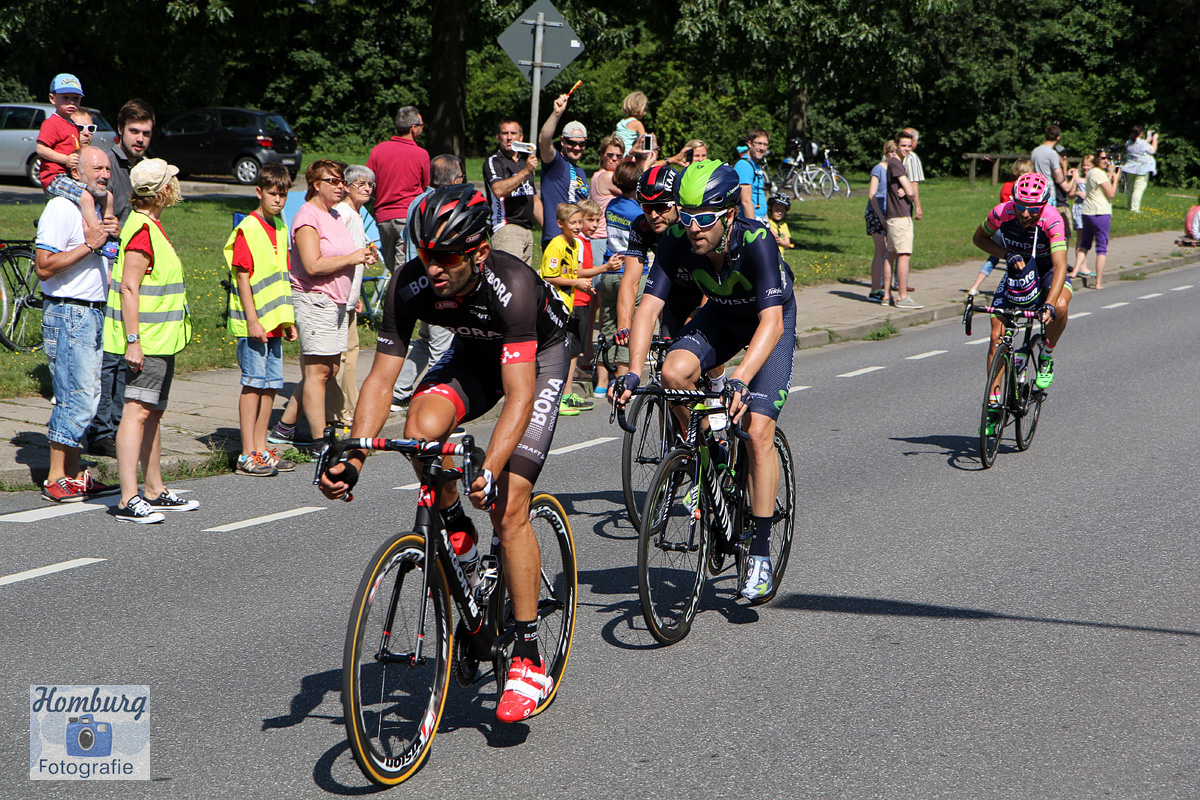
O grupo líder que se formou logo após o início

Logo após o pelotão deixar o ferry no porto de Kiel, uma fuga inicial se formou, incluindo Jan Bárta ( Bora-Argon 18 ), Matteo Bono ( Lampre-Merida ), Alex Dowsett ( Movistar Team ) e Martin Mortensen ( Cult Energy Pro Cycling ) . O grupo conseguiu estabelecer uma vantagem de até cinco minutos, enquanto MTN Qhubeka controlava o ritmo em campo a maior parte do dia, antes que Lotto Soudal e Etixx-Quick Step juntassem a eles na frente para os seus respectivos capitães de equipe. A 60 km do final, o grupo principal havia terminado, restando apenas Bono e Mortensen com menos de um minuto de vantagem. Com 43 km sobrando para acabar, os dois se juntaram ao ex-campeão mundial de corrida de estrada Philippe Gilbert ( BMC Racing Team ), Manuele Boaro ( Tinkoff-Saxo ) e Matthias Brändle ( IAM Cycling ), agora liderando por cerca de meio minuto. 20  km do final, o pelotão havia capturado o grupo de fuga, e um campo de cerca de 75 corredores estava pronto para a vitória na corrida.
Outro ataque tardio veio de Linus Gerdemann ( Cult Energy Pro Cycling ) e Julian Alaphilippe ( Etixx-Quick Step ), mas eles não foram capazes de criar um avanço significativo e foram apanhados em 10 km da meta. Enquanto isso, o favorito Marcel Kittel saiu do campo na última subida do Waseberg, o afastando da disputa. Mark Cavendish esteve envolvido em um acidente com 3 km para o fim. Enquanto os grupos de corrida lutavam pela liderança do campo, Cavendish tocou as rodas com outro corredor e foi trazido ao chão. Ele conseguiu continuar e terminou em 66º, mas não conseguiu competir pela vitória. Na linha de chegada, a vitória foi decidida por um sprint. Kristoff foi o primeiro a abrir o sprint, mas Greipel foi capaz de contorná-lo e reivindicar a sua primeira vitória em uma corrida de um dia do World Tour. O italiano Giacomo Nizzolo ficou em terceiro na Trek Factory Racing.

## Resultados

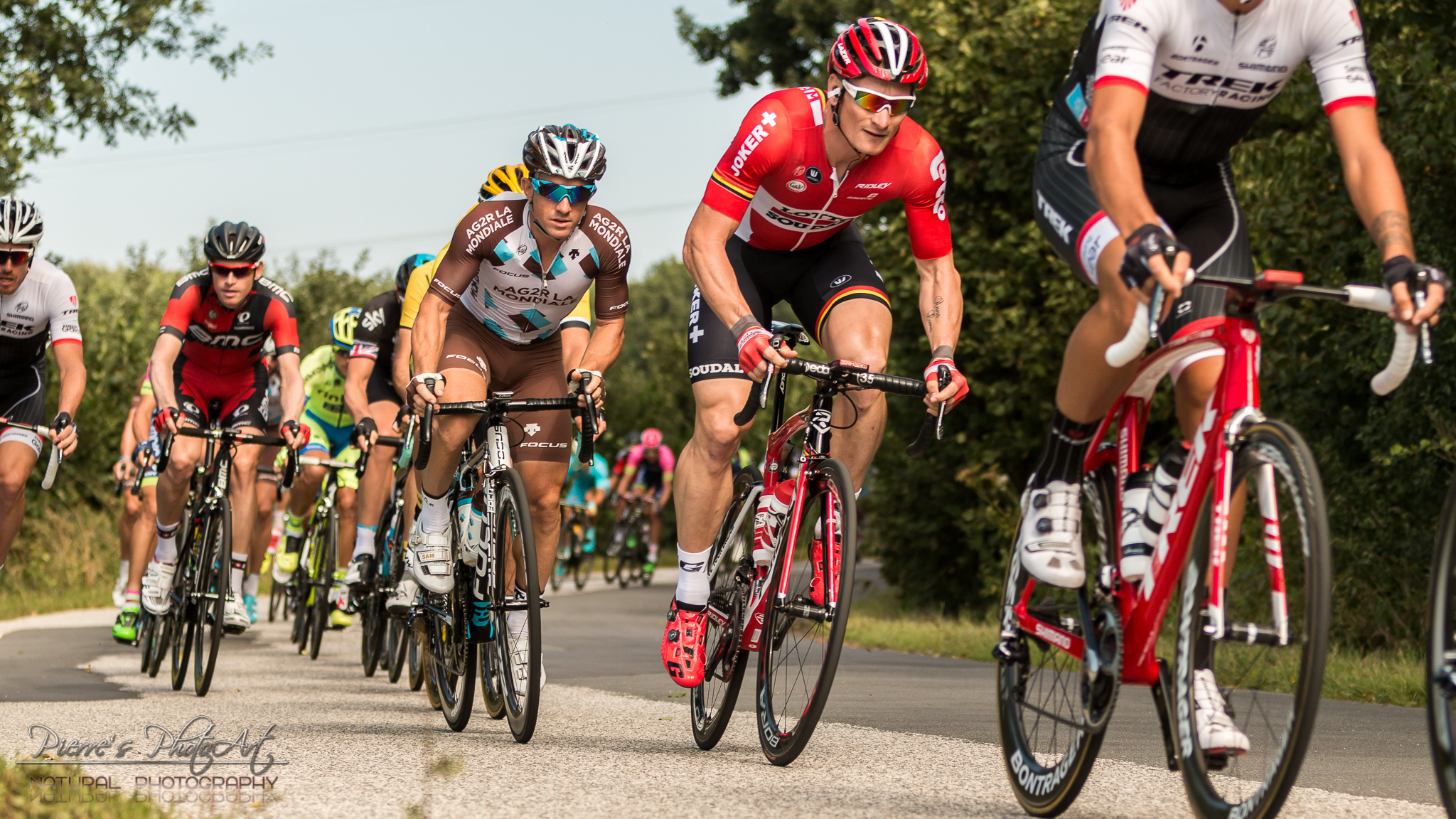
Eventual vencedor André Greipel (segundo da direita) no pelotão

## Classificação final
|    | Ciclista           | Equipa        | País                |    | Tempo             | Pontos UCI |
| -- | ------------------ | ------------- | ------------------- | -- | ----------------- | ---------- |
| 1  | André Greipel      | Alemanha      | Lotto-Soudal        | em | '4 h 57 min 05 se | 80         |
| 2  | Alexander Kristoff | Noruega       | Katusha             |    | m.t.              | 60         |
| 3  | Giacomo Nizzolo    | Itália        | Trek Factory Racing |    | m.t.              | 50         |
| 4  | Tom Boonen         | Bélgica       | Etixx-Quick Step    |    | m.t.              | 40         |
| 5  | Greg Van Avermaet  | Bélgica       | BMC Racing          |    | m.t.              | 30         |
| 6  | Arnaud Démare      | França        | FDJ                 |    | m.t.              | 22         |
| 7  | Matti Breschel     | Dinamarca     | Tinkoff-Saxo        |    | m.t.              | 14         |
| 8  | Ramon Sinkeldam    | Países Baixos | Giant-Alpecin       |    | m.t.              | 10         |
| 9  | Niccolò Bonifazio  | Itália        | Lampre-Merida       |    | m.t.              | 6          |
| 10 | Rasmus Guldhammer  | Dinamarca     | Cult Energy         |    | m.t.              | -          |

### UCI World Tour
Esta Vattenfall Cyclassics atribui pontos para o UCI WorldTour de 2015, para equipas unicamente que têm um estatuto de WorldTeam, individualmente unicamente aos corredores das equipas que têm um estatuto WorldTeam.
| Posição.            | 1.º | 2.º | 3.º | 4.º | 5.º | 6.º | 7.º | 8.º | 9.º | 10.º |
| Classificação geral | 80  | 60  | 50  | 40  | 30  | 22  | 14  | 10  | 6   | 2    |

#### Classificação individual
Aqui-embaixo, a classificação individual do UCI World Tour à saída da carreira.
| Faixa | Corredor           | Equipe        | Pontos |
| ----- | ------------------ | ------------- | ------ |
| 1     | Alejandro Valverde | Movistar      | 532    |
| 2     | Christopher Froome | Team Sky      | 422    |
| 3     | Alberto Contador   | Tinkoff-Saxo  | 407    |
| 4     | Nairo Quintana     | Movistar      | 365    |
| 5     | Alexander Kristoff | Katusha       | 323    |
| 6     | Joaquim Rodríguez  | Katusha       | 322    |
| 7     | Greg Van Avermaet  | BMC Racing    | 322    |
| 8     | Richie Porte       | Team Sky      | 314    |
| 9     | Geraint Thomas     | Team Sky      | 283    |
| 10    | Rui Costa          | Lampre-Merida | 274    |

#### Classificação por país
Aqui-embaixo, a classificação por país do UCI World Tour à saída da carreira.
| Faixa | País          | Pontos |
| ----- | ------------- | ------ |
| 1     | Espanha       | 1 582  |
| 2     | Reino Unido   | 973    |
| 3     | Colômbia      | 814    |
| 4     | Itália        | 769    |
| 5     | França        | 757    |
| 6     | Bélgica       | 755    |
| 7     | Austrália     | 717    |
| 8     | Países Baixos | 693    |
| 9     | Alemanha      | 550    |
| 10    | Noruega       | 323    |

#### Classificação por equipas
Aqui-embaixo, a classificação por equipas do UCI World Tour à saída da carreira.
| Faixa | Equipe           | Pontos |
| ----- | ---------------- | ------ |
| 1     | Team Sky         | 1 246  |
| 2     | Movistar         | 1 242  |
| 3     | Katusha          | 1 190  |
| 4     | Etixx-Quick Step | 908    |
| 5     | Tinkoff-Saxo     | 791    |
| 6     | BMC Racing       | 788    |
| 7     | Astana Pro Team  | 715    |
| 8     | Lotto-Soudal     | 564    |
| 9     | Orica-GreenEDGE  | 507    |
| 10    | AG2R La Mondiale | 501    |

## Lista dos participantes
- Lista de saída completa